# ليو موسر
ليو موسر هو رياضياتي كندي، ولد في 11 أبريل 1921 في فيينا في النمسا، وتوفي في 9 فبراير 1970 في إدمونتون في كندا بسبب مرض قلبي وعائي.